# Serie 593 de Renfe
La Serie 593 de Renfe es una familia de automotores regionales diésel dedicados a cubrir líneas de Media Distancia. Fueron adquiridos en España, y tras ser retirados prestan servicio en Argentina y Chile.
Alcanzan una velocidad máxima de 120 km/h.

## Historia

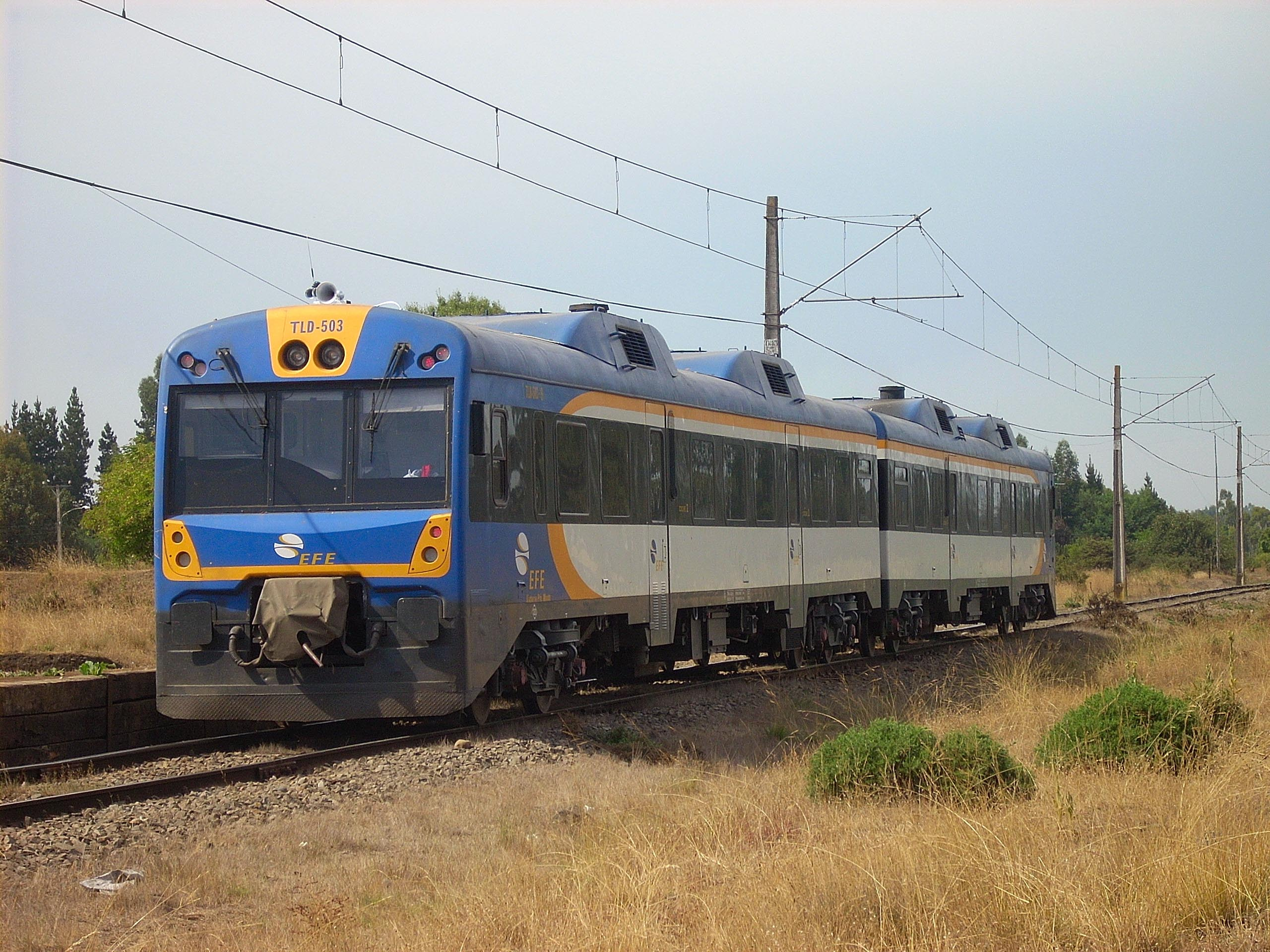
Automotor serie 593 reformado, prestando servicios en el sur de Chile.

### Fabricación
La serie fue encargada por RENFE en torno al año 1977 y su construcción fue llevada a cabo por CAF y B&W, corriendo a cargo de la empresa italiana Fiat la motorización. La entrega de estas unidades se realizó desde el año 1982 hasta el año 1984, fabricándose un total de 63 composiciones.
Al mismo tiempo se realizó una segunda serie, la serie 592, con un aspecto exterior y una finalidad muy parecidas. Las diferencias técnicas entre ambas series son muy grandes, especialmente en su motorización, resultando la 592 mucho más fiable que la 593.
A partir de 1996 y debido a la escasa demanda de viajeros en las líneas que atendían los automotores 593, Renfe decidió sustituirlos por trenes ligeros de menor capacidad. Para ello, en lugar de adquirir material nuevo, construyó estos nuevos trenes a partir de automotores de la serie 593 siendo fruto de esta transformación la  serie 596, que proviene de la transformación de un coche motor 593, al añadirle una cabina en el extremo en el que carecía, y por lo tanto su anatomía es de una unidad motor única (M).
Todos los automotores 593 fueron dados de baja antes del año 2009 del parque móvil de Renfe Operadora debido a la escasa fiabilidad de sus transmisiones mecánicas, y por tanto a su elevado coste de mantenimiento, que hizo insostenible su continuidad.
Una composición de la serie 593 se encuentra apartada en Monforte de Lemos y en un estado de abandono.

## Exportación
Tras irse retirando de las líneas española algunas unidades fueron vendidas a Chile y Argentina, cuyo ancho de vía es similar al ancho ibérico.

### Chile
En Chile fueron reformadas y repintadas cuatro unidades, que llegaron en 2005 a prestar servicio numeradas como TLD-500 (Tren Ligero Diésel, de la 501 a la 504) en el servicio Regional Victoria-Puerto Montt. El remolque intermedio fue suprimido, prestando servicio con sólo los 2 coches extremos. Actualmente, solo hay 2 unidades completamente operativas (TLD-502 y TLD-503), debido a que las unidades 501 y 504 han sufrido accidentes, o han sido usadas como "donantes de repuestos". actualmente estos trenes fueron apartados del servicio quedando unidades 503 y 502 para otros servicios debido a la compra y llegada de nuevos automotores diesel fabricados por la empresa china CRRC Sifang. En 2025 fueron entregados a la Empresa de Ferrocarriles del Estado, EFE, dos trenes de la serie TLD 500, recuperados y refaccionados por los astilleros de la Armada de Chile, Asmar, para su uso en el servicio de trenes de acercamiento Llaquihue-Puerto Montt, tras una renovación de sus elementos interiores y sistemas.

### Argentina
En Argentina las unidades fueron utilizadas por la extinta empresa Trenes de Buenos Aires para diferentes servicios en los ferrocarriles Mitre (en el Ramal Buenos Aires - Rosario) y en el Ferrocarril Sarmiento, entre Puerto Madero y Castelar, servicio que fue cancelado en 2008 y luego entre Once y Mercedes.
Tras la quita de concesión a TBA los automotores fueron asignados a la Operadora Ferroviaria del Estado para sus servicios interurbanos a la provincia de La Pampa entre Bragado y General Pico (vía Realicó) y entre Catriló y Santa Rosa.

Tras muchos años sin uso, estos coches fueron repintados y reparados en talleres Mechita para cumplir el itinerario General Guido - Divisadero de Pinamar de la línea Roca a partir de mediados de enero de 2021. Este servicio es prestado por SOFSE.

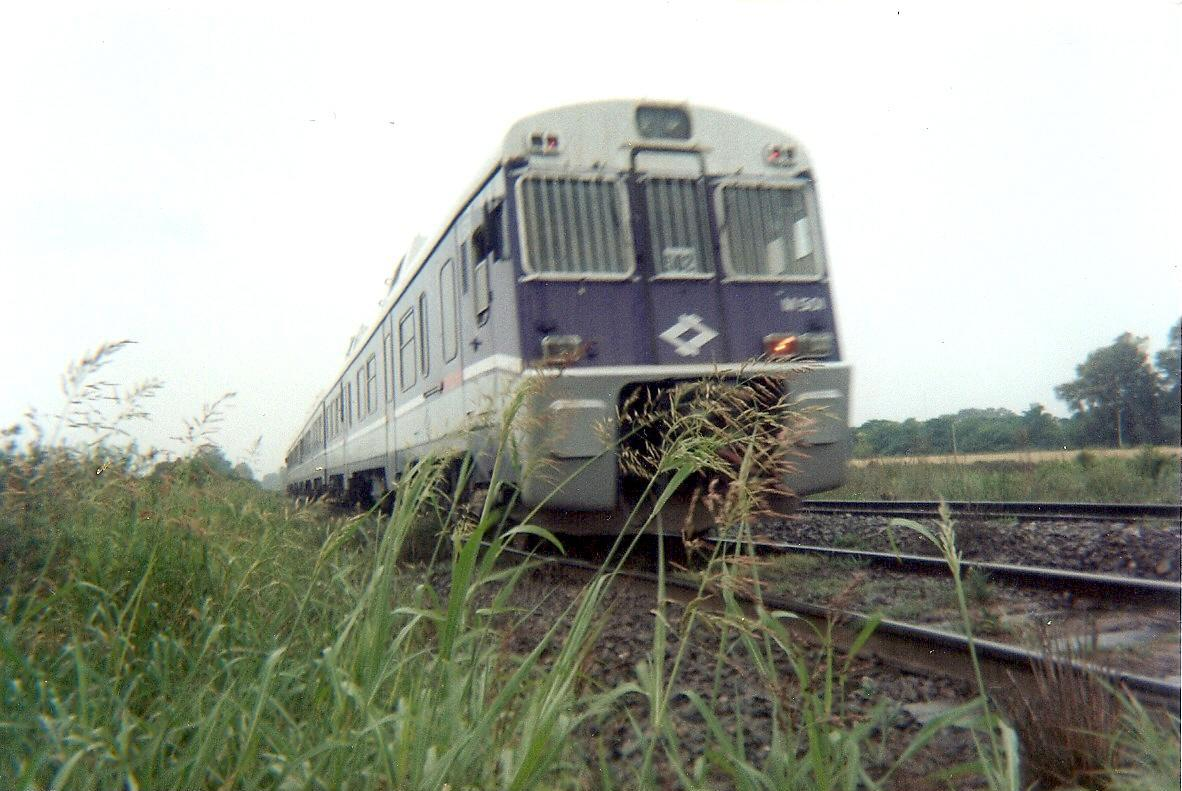
Automotor serie 593 prestando servicios en Argentina, bajo Trenes de Buenos Aires.
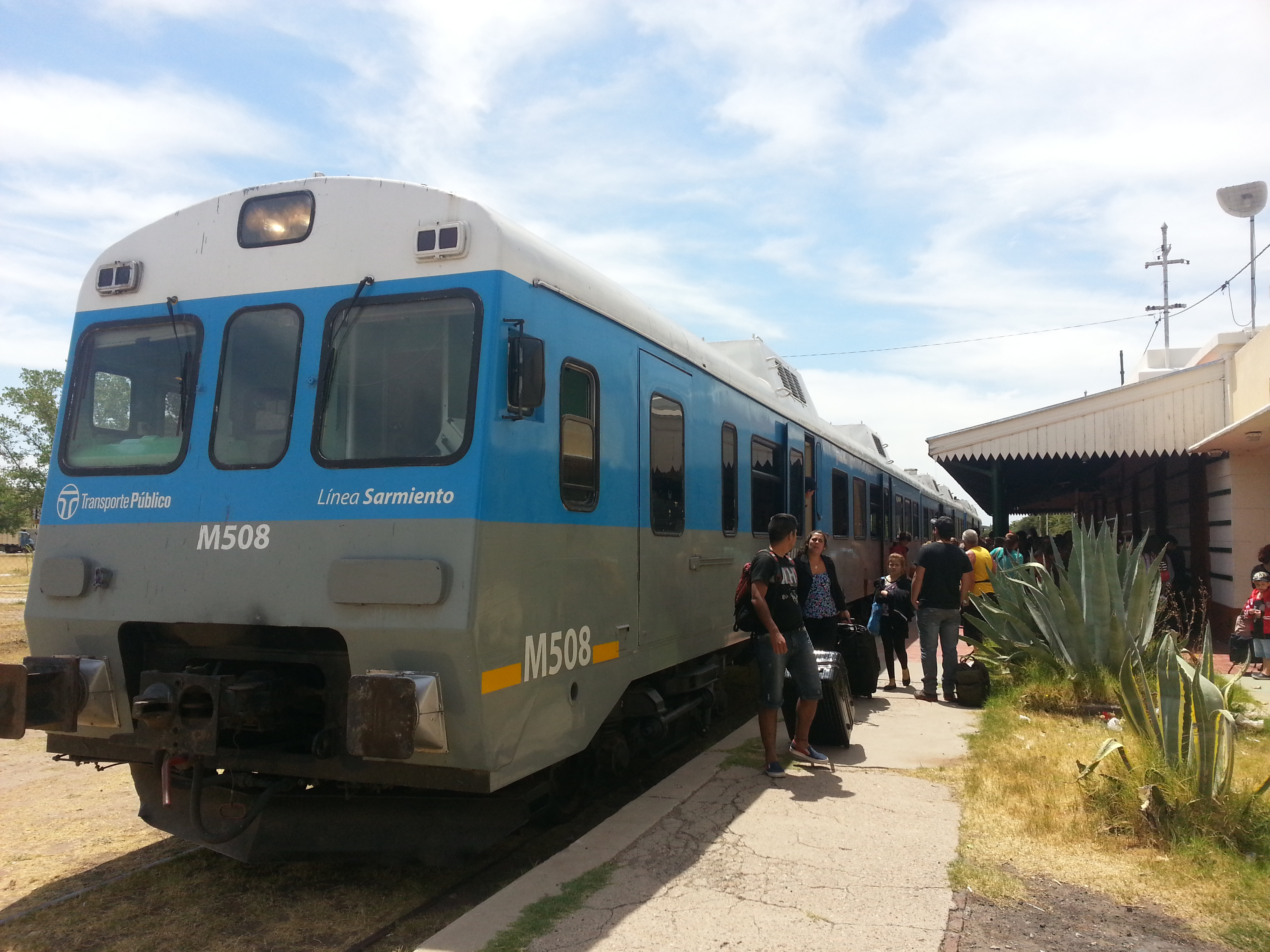
Automotor serie 593 en el Servicio Once - Santa Rosa (Via General Pico), La Pampa, con esquema de Trenes Argentinos Operadora Ferroviaria.
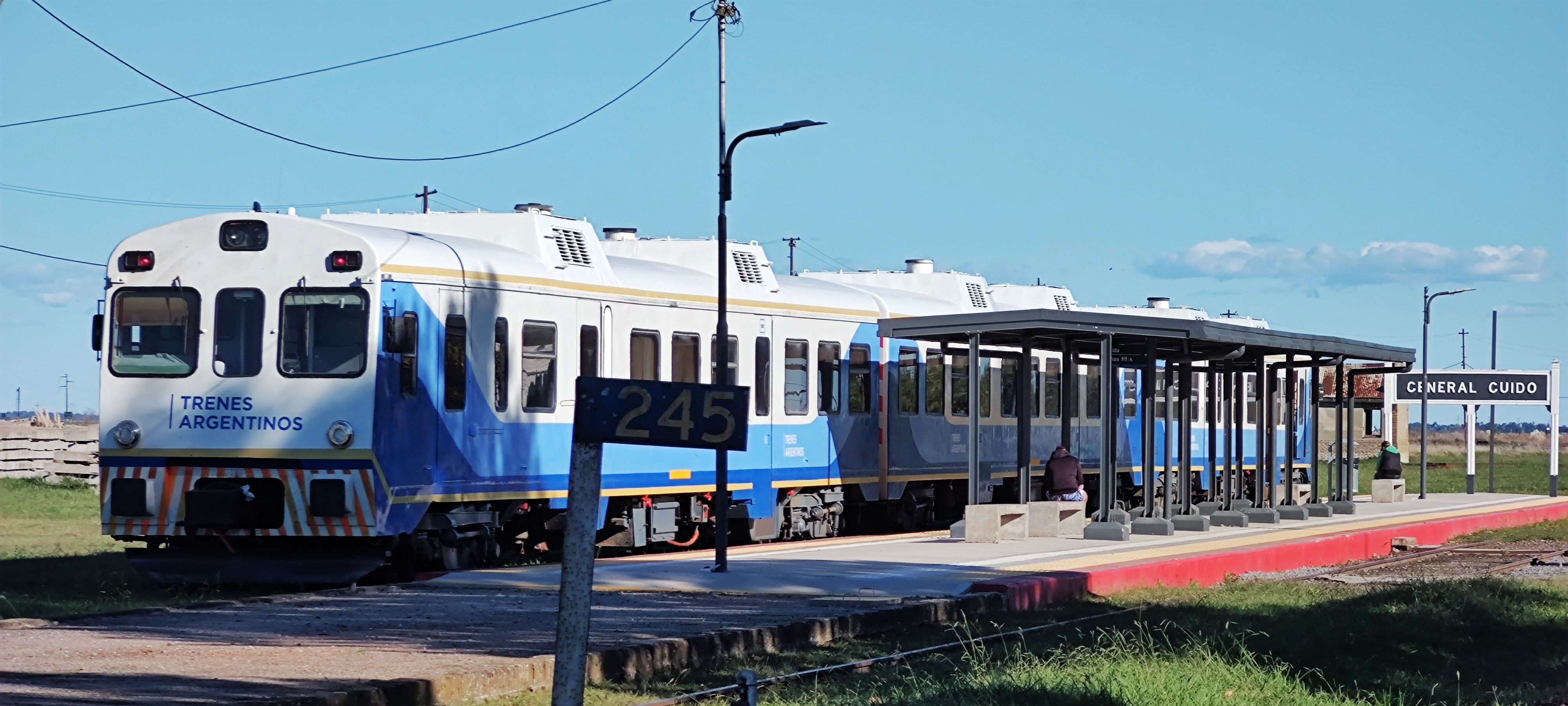
Automor 593 reformado por TMH. Operado por Trenes Argentinos en el Servicio General Guido - Divisadero de Pinamar
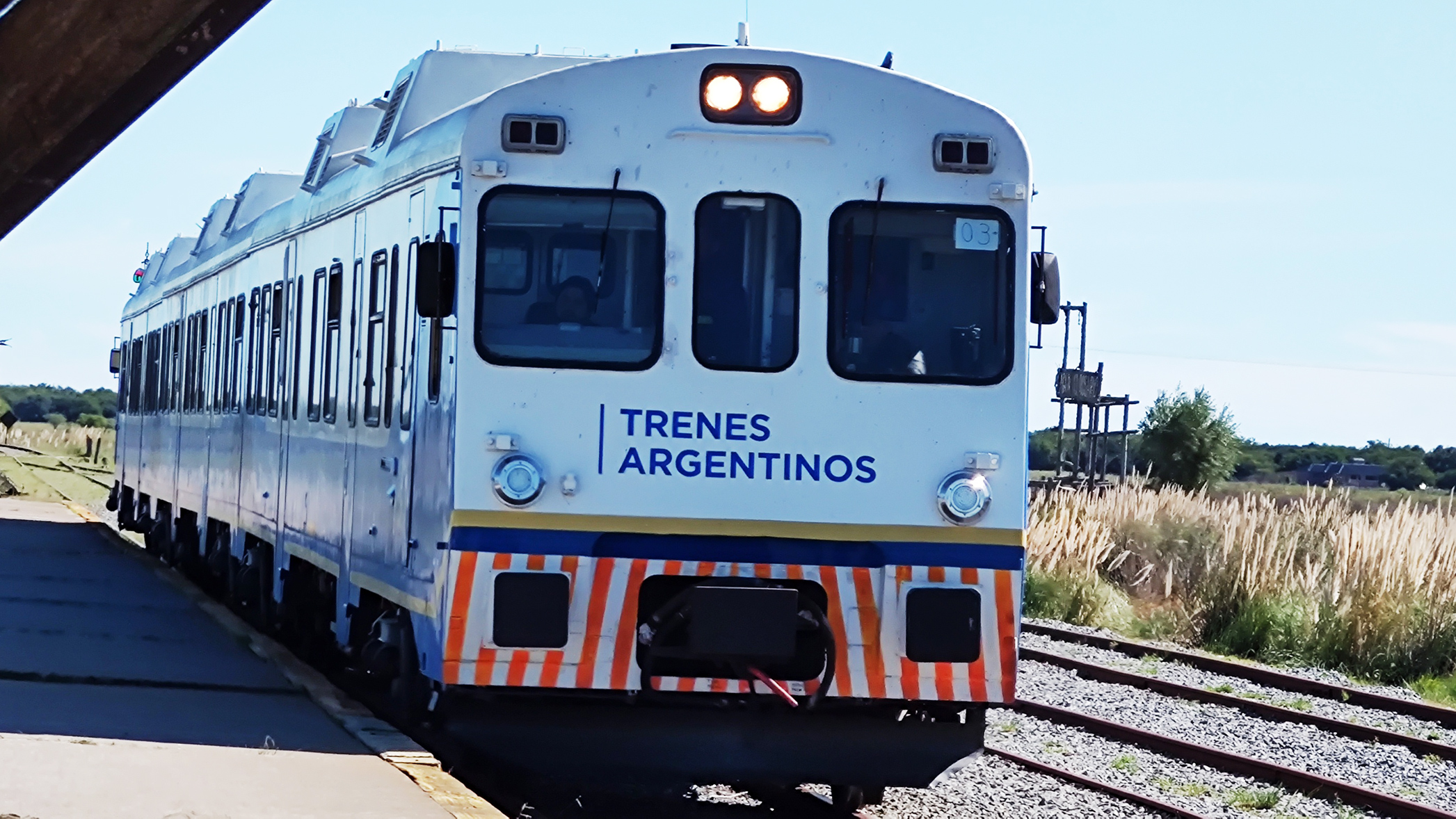
Automor 593 reformado por TMH. Operado por Trenes Argentinos en el Servicio General Guido - Divisadero de Pinamar

## Características
El modelo es conocido popularmente como «camello», debido a las jorobas que albergan los equipos del aire acondicionado, y sobresalen de las cajas a la altura de las puertas.
Cada unidad se compone de 3 coches, dos extremos motores y un remolque intermedio. El remolque intermedio alberga los motores auxiliares que hacen funcionar los equipos del tren. La transmisión es mecánica, lo que marcó la diferencia con la serie 592, cuya transmisión hidráulica resultó mucho más fiable.
Cada coche dispone de dos puertas a cada lado, dividiendo el interior en 3 salas de viajeros. La disposición de asientos es de pasillo central, con dos asientos a cada lado.